# Maher Zain
Maher Zain (in arabo ماهر زين‎?; Tripoli, 16 luglio 1981) è un cantante e compositore svedese naturalizzato libanese.
Nel 2009 ha pubblicato il suo album di debutto Thank You Allah, un album di successo internazionale prodotto dalla Awakening Records. Ha pubblicato il suo album successivo Forgive Me nell'aprile 2012 sotto la stessa etichetta discografica, e un terzo album, One, nel 2016.

## Biografia

### Debutto
La sua famiglia emigrò in Svezia quando lui aveva otto anni. Lì ha completato la sua formazione scolastica, conseguendo una laurea in Ingegneria Aeronautica. Conclusa l'università, Maher Zain entrò nell'industria musicale in Svezia e nel 2005 conobbe il produttore svedese di origine marocchina RedOne. Quando RedOne si trasferì a New York nel 2006, Zain lo seguì per continuare la sua carriera nell'industria musicale negli Stati Uniti producendo per artisti come Kat DeLuna.
Tornato a casa in Svezia, rafforzò la sua fede e decise di abbandonare la carriera di produttore musicale per diventare un cantautore di musica R&B con una forte influenza religiosa musulmana.

### Successo
Nel gennaio 2009, Maher Zain ha iniziato a lavorare a un album con la Awakening Music. Il suo album di debutto, Thank You Allah, con 13 canzoni e due bonus track, è stato pubblicato il 1º novembre 2009 con versioni francesi di alcuni brani usciti poco dopo.
Zain e Awakening Music hanno utilizzato i social media come Facebook, YouTube e iTunes per promuovere i brani dell'album. All'inizio del 2010 la sua musica ha raccolto molto rapidamente un enorme successo online nei paesi di lingua araba e tra i giovani musulmani dei paesi occidentali. Alla fine del 2010, per quell'anno, è stato la celebrità più cercata su Google in Malesia. La Malesia e l'Indonesia sono stati i paesi in cui ha avuto il maggior successo commerciale. L'album Thank You Allah è stato certificato più volte disco di platino da Warner Music Malaysia e Sony Music Indonesia. È diventato l'album più venduto del 2010 in Malesia. Zain canta principalmente in inglese ma ha pubblicato alcune delle sue canzoni più popolari in altre lingue. La canzone "Insha Allah", per esempio, è ora disponibile in inglese, francese, arabo, turco, malese e indonesiano. Un'altra canzone, "Allahi Allah Kiya Karo", è cantata in Urdu e presenta il cantante canadese Irfan Makki, nato in Pakistan. Zain ha tenuto concerti in tutto il mondo, anche nel Regno Unito, negli Stati Uniti, in Malesia, Indonesia, Arabia Saudita ed Egitto. Ha dei fan club in diversi paesi tra cui Malesia, Egitto e Marocco. Ha partecipato alla commissione giudicatrice del concorso Awakening Talent Contest per scegliere la nuova star di Awakening Records nel 2013.

## Collaborazioni, apparizioni e premi
Nel gennaio 2010, Maher Zain ha vinto il premio per la miglior canzone religiosa per 'Ya Nabi Salam Alayka', su Nogoum FM, una delle principali stazioni musicali mainstream del Medio Oriente, battendo altri cantanti di spicco tra cui Hussein Al-Jismi, Mohammed Munir e Sami Yusuf.
Nel marzo 2011, Maheraf Zain ha rilasciato "Freedom", una canzone ispirata agli eventi e alle azioni dei partecipanti alla Primavera Araba.
Maher Zain è stato scelto come star musulmana del 2011 in un concorso organizzato da Onislam.net.  Nel luglio 2011 è apparso sulla copertina della rivista britannica di stile di vita musulmano Emel.
Nel 2013 ha partecipato al progetto Colors of Peace, che consiste in canzoni basate sulle opere di Fethullah Gülen sull'album Rise Up, dove Maher Zain esegue il brano "This Worldly Life".

## Discografia

### Album
| Anno | Dettagli dell'album | Certificazione                                                                           |
| ---- | --- | ---------------------------------------------------------------------------------------- |
| 2009 | Thank You Allah - Pubblicato il : 1º novembre 2009 - Etichetta discografica : Awakening Music - Piattaforme: CD, download digitale | - 8 dischi di platino, Warner Music Malaysia - 2 dischi di platino, Sony Music Indonesia |
| 2012 | Forgive Me - Pubblicato il : 2 aprile 2002 - Etichetta discografica : Awakening Music - Piattaforme: CD, download digitale         | - 4 dischi di platino, Warner Music Malaysia                                             |
| 2016 | One - Pubblicato il : 6 giugno 2016 - Etichetta discografica : Awakening Music - Piattaforme: CD, download digitale                | -                                                                                        |

### Compilationi
Singles & Duets
- Pubblicato nel : dicembre 2014
- Etichetta discografica : Awakening Music
- Piattaforme: CD, download digitale
- Tracce: 15

### Mini album
Love Will Prevail
- Pubblicato nell'aprile 2013
- Etichetta discografica : Awakening Music
- Piattaforme: download digitale
- Tracce: 2

Ramadan
- Pubblicato nel : giugno 2013
- Etichetta discografica : Awakening Music
- Piattaforme: download digitale
- Tracce : 4

Ramadan – Vocals Only Version
- Pubblicato nel : luglio 2014
- Etichetta discografica : Awakening Music
- Piattaforme: download digitale
- Tracce: 2

## Videografia
- 2009: Palestine Will Be Free
- 2009: I Believe (con Irfan Makki)
- 2009: Never Forget (con Mesut Kurtis)
- 2009: Subhan Allah
- 2010: Insha Allah
- 2010: The Chosen One
- 2011: Freedom
- 2011: Ya Nabi Salam Alayka
- 2011: For the Rest of My Life
- 2012: Number One For Me
- 2012: So Soon
- 2012: Guide Me All the Way
- 2013: Love Will Prevail
- 2013: Ramadan
- 2014: Eidun Saeed (con Mesut Kurtis)
- 2014: Muhammad (P.B.U.H)
- 2014: Nas Teshbehlana (in arabo ناس تشبهلنا)
- 2014: One Day
- 2014: So Real (con Raef)
- 2015: A'maroona A'maloona (in arabo أعمارنا أعمالنا)
- 2016: I am Alive (con Atif Aslam)
- 2016: By my Side
- 2016: Paradise
- 2016: Peace Be Upon You
- 2016: The Way of Love (con Mustafa Ceceli)
- 2017: Close to You
- 2017: As-subhu Bada (in arabo الصبح بدا)
- 2017: Kun Rahma (in arabo كن رحمة)
- 2017: Medina
- 2018: Huwa AlQuran
- 2019: Ala Nahjik Mashayt
- 2019: Ummi
- 2022: Tahayya (con Humood AlKhudher)

## Attività filantropiche
- Nel 2013, Zain si è esibito in Canada in un tour organizzato da Islamic Relief per raccogliere donazioni[18] per le vittime del tifone nelle Filippine. Zain ha partecipato all'evento "Sound of Light" nel Regno Unito[19] organizzato da Human Appeal International a sostegno del popolo siriano.[20]
- Zain ha festeggiato il suo compleanno con i suoi 3,9 milioni di fan su Facebook chiedendo loro di fare una donazione[21] a un'organizzazione di beneficenza con sede negli Stati Uniti che costruisce pozzi d'acqua in Africa.[22] I suoi fan hanno donato più di 15.000 dollari in poche settimane.[21]
- Zain ha partecipato a un raduno filopalestinese di Londra, raggiunto da migliaia di persone, per chiedere la fine dell'azione militare israeliana a Gaza.[23]  Nell'agosto 2014, Zain ha partecipato a "The Great Wall of China Trek 2014", una missione umanitaria di 10 giorni in associazione con Human Appeal per raccogliere donazioni per l'acqua potabile ai bambini di Gaza.[24][25][26]
- Prima di esibirsi alla cerimonia di premiazione del Nansen Refugee Award 2014, Zain si è recato in Libano con l'UNHCR per trascorrere del tempo con i rifugiati siriani e vedere il lavoro in prima linea dell'UNHCR.[27] Zain ha cantato "One Day" sui rifugiati nel Bâtiment des Forces Motrices di Ginevra per la cerimonia di premiazione.[28][29]